# 埃哈德 (明尼蘇達州)
埃哈德（英語：Erhard，/ˈɜːrhɑːrd/ UR-hard）是一個位於美國明尼蘇達州奧特泰爾縣的城市。

## 歷史
埃哈德於1882年7月設立，得名自早期定居者亞歷山大·E·埃哈德（Alexander E. Erhard）。

## 人口
根據2020年美國人口普查的數據，埃哈德的面積為1.47平方千米，當中陸地面積為1.43平方千米，而水域面積為0.04平方千米。當地共有人口132人，而人口密度為每平方千米90人。